# Centrale nucléaire de Vogtle
La centrale nucléaire de Vogtle est située près d'Augusta et de Waynesboro dans le comté de Burke en Géorgie aux États-Unis. Elle est refroidie par la rivière Savannah. Sur l'autre rive se trouve le complexe nucléaire Savannah River Site, en Caroline du Sud.
En avril 2024, la centrale comprend quatre réacteurs nucléaires électrogènes  opérationnels, deux réacteurs REP construits dans les années 1980, et deux réacteurs AP1000 construits dans les années 2010-2020.

## Description

### Réacteurs REP en service
Les deux réacteurs à eau pressurisée (REP) ont été construits par Westinghouse :
- Vogtle 1 : 1148 MWe, mis en service en 1987 pour 40 ans (2027)[1].
- Vogtle 2 : 1149 MWe, mis en service en 1989 pour 40 ans (2029)[2].

Les coûts de construction ont évolué à partir de l'estimation initiale de 660 millions de dollars pour atteindre 8,87 milliards de dollars. Ceci est dû aux modifications réglementaires imposées à la suite de l'accident nucléaire de Three Mile Island.

### Réacteurs AP 1000 en service
Le 10 février 2012, la NRC autorise, pour la 1ère fois depuis près de 30 ans, la construction aux États-Unis, de deux réacteurs nucléaires électrogènes civils. 
Les constructions des réacteurs AP1000 de Vogtle 3 et de Vogtle 4 débutent officiellement en mars 2013 et en novembre 2013, pour une mise en service initialement prévue en 2016 et 2017. 
Après plusieurs reports, le réacteur Vogtle 3 est finalement mis en service le 1er mars 2023, et connecté pour la 1ère fois au réseau le 31 mars 2023. C'est le 1er réacteur AP 1000 mis en service aux États-Unis,,,.
Le réacteur de Vogtle 4 est mis en service le 14 février 2024 et connecté au réseau pour la 1ère fois le 6 mars 2024.
Sur les 7 000 travailleurs présents au pic de l'activité, Georgia Power faisait état à l'été 2021 de 2 800 cas de Covid depuis le début de la pandémie. En mai 2024, le coût des deux unités atteindrait 36,8 milliards de $. 
L'installation comprend deux tours de refroidissement qui font 167 m de hauteur.
L'exploitant est Southern Nuclear Operating Co., filiale de la Southern Company, et le propriétaire est un consortium comprenant:
- Georgia Power (45,7 %),
- Oglethorpe Power Corporation (30 %),
- Municipal Electric Authority de Géorgie (22,7 %),
- La ville de Dalton (1,6 %).